# 1045
Il 1045 (MXLV in numeri romani) è un anno  dell'XI secolo.

## Eventi
- fine del pontificato di Papa Benedetto IX
- breve pontificato di Papa Silvestro III
- breve pontificato nuovamente di Papa Benedetto IX
- inizio del pontificato di Papa Gregorio VI

## Nati
- 26 settembre - Nizār ibn al-Mustanṣir bi-llāh, imam arabo († 1095)
- Adelaide II di Quedlinburg, badessa tedesca († 1096)
- Riccardo d'Altavilla, nobile normanno
- Magnus di Sassonia, nobile tedesco († 1106)
- Margherita di Scozia, regina e santa († 1093)
- Minamoto no Yoshimitsu, militare giapponese († 1127)
- Cosma Praghese, scrittore, presbitero e storico ceco († 1125)

## Morti
- 16 gennaio - Ariberto da Intimiano, arcivescovo italiano
- 27 gennaio - Alruna di Cham, religiosa tedesca
- 7 febbraio - Go-Suzaku, imperatore giapponese (n. 1009)
- 8 febbraio - Fujiwara no Sadayori, poeta giapponese (n. 995)
- 27 marzo - Adalberone II di Ebersberg, nobile tedesco
- 25 maggio - Ottone I di Vermandois, conte
- 27 maggio - Bruno di Würzburg, santo e vescovo austriaco
- 12 giugno - Richlind di Altdorf, nobile tedesca (n. 980)
- 26 giugno - Gonzalo di Ribagorza, sovrano spagnolo
- 27 giugno - Emma di Gurk, nobildonna
- 9 ottobre - Gontiero di Turingia, santo tedesco (n. 955)
- 11 novembre - Ilario di Matera, monaco cristiano italiano
- 12 dicembre - Angilramno, abate francese
- Asclettino I Drengot, cavaliere medievale normanno
- Rainulfo Drengot, condottiero normanno
- Enguerrand I di Ponthieu, nobile francese
- Enrico del Monferrato, nobile italiano
- Radbot, nobile tedesco (n. 985)
- Maria Scleraina, nobile bizantina
- Sigfrido di Växjö, vescovo inglese
- Crinán di Dunkeld, nobile e abate scozzese
- Maldred di Allerdale, nobile scozzese

## Calendario
| Calendario 1045 | Calendario 1045 | Calendario 1045 | Calendario 1045 | Calendario 1045 | Calendario 1045 | Calendario 1045 | Calendario 1045 | Calendario 1045 | Calendario 1045 | Calendario 1045 | Calendario 1045 | Calendario 1045 | Calendario 1045 | Calendario 1045 | Calendario 1045 | Calendario 1045 | Calendario 1045 | Calendario 1045 | Calendario 1045 | Calendario 1045 | Calendario 1045 | Calendario 1045 | Calendario 1045 | Calendario 1045 | Calendario 1045 | Calendario 1045 | Calendario 1045 | Calendario 1045 | Calendario 1045 | Calendario 1045 | Calendario 1045 | Calendario 1045 |
| --------------- | --------------- | --------------- | --------------- | --------------- | --------------- | --------------- | --------------- | --------------- | --------------- | --------------- | --------------- | --------------- | --------------- | --------------- | --------------- | --------------- | --------------- | --------------- | --------------- | --------------- | --------------- | --------------- | --------------- | --------------- | --------------- | --------------- | --------------- | --------------- | --------------- | --------------- | --------------- | --------------- |
|                 | 1               | 2               | 3               | 4               | 5               | 6               | 7               | 8               | 9               | 10              | 11              | 12              | 13              | 14              | 15              | 16              | 17              | 18              | 19              | 20              | 21              | 22              | 23              | 24              | 25              | 26              | 27              | 28              | 29              | 30              | 31              |                 |
| Gennaio         | Ma              | Me              | Gi              | Ve              | Sa              | Do              | Lu              | Ma              | Me              | Gi              | Ve              | Sa              | Do              | Lu              | Ma              | Me              | Gi              | Ve              | Sa              | Do              | Lu              | Ma              | Me              | Gi              | Ve              | Sa              | Do              | Lu              | Ma              | Me              | Gi              |                 |
| Febbraio        | Ve              | Sa              | Do              | Lu              | Ma              | Me              | Gi              | Ve              | Sa              | Do              | Lu              | Ma              | Me              | Gi              | Ve              | Sa              | Do              | Lu              | Ma              | Me              | Gi              | Ve              | Sa              | Do              | Lu              | Ma              | Me              | Gi              |                 |                 |                 |                 |
| Marzo           | Ve              | Sa              | Do              | Lu              | Ma              | Me              | Gi              | Ve              | Sa              | Do              | Lu              | Ma              | Me              | Gi              | Ve              | Sa              | Do              | Lu              | Ma              | Me              | Gi              | Ve              | Sa              | Do              | Lu              | Ma              | Me              | Gi              | Ve              | Sa              | Do              |                 |
| Aprile          | Lu              | Ma              | Me              | Gi              | Ve              | Sa              | Do              | Lu              | Ma              | Me              | Gi              | Ve              | Sa              | Do              | Lu              | Ma              | Me              | Gi              | Ve              | Sa              | Do              | Lu              | Ma              | Me              | Gi              | Ve              | Sa              | Do              | Lu              | Ma              |                 |                 |
| Maggio          | Me              | Gi              | Ve              | Sa              | Do              | Lu              | Ma              | Me              | Gi              | Ve              | Sa              | Do              | Lu              | Ma              | Me              | Gi              | Ve              | Sa              | Do              | Lu              | Ma              | Me              | Gi              | Ve              | Sa              | Do              | Lu              | Ma              | Me              | Gi              | Ve              |                 |
| Giugno          | Sa              | Do              | Lu              | Ma              | Me              | Gi              | Ve              | Sa              | Do              | Lu              | Ma              | Me              | Gi              | Ve              | Sa              | Do              | Lu              | Ma              | Me              | Gi              | Ve              | Sa              | Do              | Lu              | Ma              | Me              | Gi              | Ve              | Sa              | Do              |                 |                 |
| Luglio          | Lu              | Ma              | Me              | Gi              | Ve              | Sa              | Do              | Lu              | Ma              | Me              | Gi              | Ve              | Sa              | Do              | Lu              | Ma              | Me              | Gi              | Ve              | Sa              | Do              | Lu              | Ma              | Me              | Gi              | Ve              | Sa              | Do              | Lu              | Ma              | Me              |                 |
| Agosto          | Gi              | Ve              | Sa              | Do              | Lu              | Ma              | Me              | Gi              | Ve              | Sa              | Do              | Lu              | Ma              | Me              | Gi              | Ve              | Sa              | Do              | Lu              | Ma              | Me              | Gi              | Ve              | Sa              | Do              | Lu              | Ma              | Me              | Gi              | Ve              | Sa              |                 |
| Settembre       | Do              | Lu              | Ma              | Me              | Gi              | Ve              | Sa              | Do              | Lu              | Ma              | Me              | Gi              | Ve              | Sa              | Do              | Lu              | Ma              | Me              | Gi              | Ve              | Sa              | Do              | Lu              | Ma              | Me              | Gi              | Ve              | Sa              | Do              | Lu              |                 |                 |
| Ottobre         | Ma              | Me              | Gi              | Ve              | Sa              | Do              | Lu              | Ma              | Me              | Gi              | Ve              | Sa              | Do              | Lu              | Ma              | Me              | Gi              | Ve              | Sa              | Do              | Lu              | Ma              | Me              | Gi              | Ve              | Sa              | Do              | Lu              | Ma              | Me              | Gi              |                 |
| Novembre        | Ve              | Sa              | Do              | Lu              | Ma              | Me              | Gi              | Ve              | Sa              | Do              | Lu              | Ma              | Me              | Gi              | Ve              | Sa              | Do              | Lu              | Ma              | Me              | Gi              | Ve              | Sa              | Do              | Lu              | Ma              | Me              | Gi              | Ve              | Sa              |                 |                 |
| Dicembre        | Do              | Lu              | Ma              | Me              | Gi              | Ve              | Sa              | Do              | Lu              | Ma              | Me              | Gi              | Ve              | Sa              | Do              | Lu              | Ma              | Me              | Gi              | Ve              | Sa              | Do              | Lu              | Ma              | Me              | Gi              | Ve              | Sa              | Do              | Lu              | Ma              |                 |